# Algie-Gletscher
Der Algie-Gletscher ist ein 40 Kilometer langer Gletscher im zur Ross Dependency gehörigen Teil des Transantarktischen Gebirges. Er fließt unmittelbar westlich der Nash Range in südöstlicher Richtung in den Nimrod-Gletscher.
Das New Zealand Ross Sea Committee benannte ihn nach dem neuseeländischen Politiker Ronald Algie (1888–1978), der in seiner Amtszeit als Minister für wissenschaftliche und industrielle Forschung die Arbeiten der neuseeländischen Mannschaft bei der Commonwealth Trans-Antarctic Expedition (1955–1958) unterstützte.